# 1016
1016 (MXVI) fue un año bisiesto comenzado en domingo del calendario juliano.

## Acontecimientos
- Los vikingos llegan a Sicilia.
- En Jerusalén se derrumba el Domo de la Roca.
- Prohibición bizantina del comercio con fatimíes hasta el 1027.

## Nacimientos
- 26 de julio: Casimiro I el Restaurador, rey polaco (f. 1058).
- Fernando I, rey castellano.
- Minamoto no Tsunenobu, poeta y cortesano japonés.
- Haroldo, rey inglés

## Fallecimientos
- 23 de abril: Etelredo II el Indeciso, rey inglés.
- 30 de noviembre: Edmundo II Brazo de Hierro, rey inglés.
- Ósvifur Helgason, vikingo y bóndi de Laugar, Sælingsdalstúnga y Dalasýsla en Islandia.
- Simeón de Mantua, monje benedictino.
- Sveinn Hákonarson, caudillo vikingo y jarl de Lade de la casa de Hlaðir, corregente de Noruega.
- Sulaiman al-Mustain, califa omeya del califato de Córdoba.
- Ulfcytel Snillingr, noble anglosajón de Anglia Oriental.
- Uhtred el Audaz, conde de Northumbria Bamburgh